# Contea di Haywood (Carolina del Nord)
La contea di Haywood in inglese Haywood County è una contea dello Stato della Carolina del Nord, negli Stati Uniti. La popolazione al censimento del 2000 era di 54 033 abitanti. Il capoluogo di contea è Waynesville.

## Storia
La contea di Haywood fu costituita nel 1808.